# Cachalot pygmée
Kogia breviceps
Pour les articles homonymes, voir Cachalot (homonymie).
Espèce
Répartition géographique
Statut de conservation UICN

 LC  : Préoccupation mineure
Statut CITES
Le cachalot pygmée ou petit cachalot (Kogia breviceps) est un cétacé à dents de petite taille. Rarement observé, on l’étudie essentiellement à travers ses spécimens échoués. Sa forme générale peut parfois rappeler le grand requin blanc.
Il n'a pas été chassé par l'homme, sauf exceptionnellement et récemment aux Philippines, à l’explosif. Il ne semble pas menacé d’extinction.

## Description
Ce mammifère trapu peut atteindre jusqu'à 3,80 m de long pour 450 kg, chez les mâles comme les femelles. Il mesure 2,7 à 3 m de long à maturité sexuelle. Il devient plus massif à mesure qu’il vieillit. Il peut vivre jusqu’à 23 ans.
Comme le grand cachalot, il possède une peau plissée de couleur bleue-grise sur le dessus qui fond vers le blanc au dessous. Une pigmentation plus foncée en retrait des yeux fait apparaître de fausses ouïes.
Les nageoires sont courtes. La forme des nageoires pectorales rappelle une feuille de laurier, tandis que la nageoire dorsale est plus petite et filiforme. La nageoire caudale en forme d'accolade est plus souple que celle des dauphins océaniques. La caudale ne sort jamais de l'eau. Quand il plonge, il semble se laisser couler.
La mâchoire est courte, caractéristique. Seule la mandibule (partie inférieure) comporte des dents, 20 à 32, très pointues et dirigées vers l'arrière.
Le melon contient du spermaceti, une huile très fine recherchée pour ses propriétés lubrifiantes.

## Répartition
Le cachalot pygmée vit dans les eaux chaudes et tempérées des deux hémisphères. Il vit au large mais s'approche parfois des côtes, surtout si la nourriture y abonde. Très discret et difficile à approcher, on l'observe parfois à la surface, voire sautant hors de l'eau.
Il est impossible de quantifier exactement les populations par difficulté d’observation.

## Alimentation

### En tant que prédateur
Il mange préférentiellement seiches, calmars, pieuvres, crustacés et poissons en pleine eau ou au fond, entre 10 et 1 200 m de profondeur,. Pour se nourrir il doit surtout faire preuve de discrétion pour traquer ses proies.

### En tant que proie
Il est attaqué par le grand requin blanc et potentiellement par les orques. Pour perturber ses prédateurs, il peut libérer une substance brunâtre grâce à une structure intestinale spécifique. Cette caractéristique évolutive démontre une pression prédatrice.

## Reproduction
L’animal est sexuellement mature autour de 4 à 5 ans. La période de gestation est de 9 à 11 mois, puis l’allaitement dure 1 an. Le nouveau né mesure en moyenne 1,2 m de long pour 55 kg. Une procréation annuelle est possible.

## Sociabilité
Le cachalot pygmée n'est pas grégaire. Des groupes de cinq à six individus ont été vus, mais à cause de la difficulté de leur observation, leur mode de vie social est mal connu.